# Plumaria de México

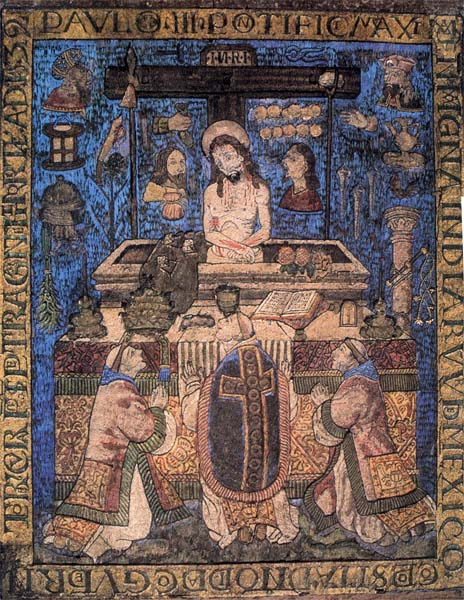
La Misa de San Gregorio, de temática cristiana y compuesta a partir de plumas en un marco de madera, es uno de los trabajos plumarios más antiguos que se conservan.

Se conoce por arte plumaria a la técnica que consiste en la utilización de plumas para adornar o crear obras de arte. Dicha práctica gozó de gran reconocimiento e importancia durante la época prehispánica y el Virreinato en México.
Aunque en otras partes del mundo las plumas igualmente adquirieron un valor artístico y se utilizaron para producir obras de arte, las creaciones de los amantecas, esto es, los artesanos plumarios indígenas, impresionaron a los conquistadores españoles, quienes no tardaron en exportar varias de estas a Europa y Asia.
Las obras de plumas llegaron a considerarse como trabajos muy sofisticados en Europa. Durante la "edad de oro" se recurrió a esta singular técnica de utilizar plumas para elaborar obras espectaculares. La técnica prehispánica pervivió hasta un siglo después.
A principios del siglo XVII se gestó una disminución de dicha práctica debido a las razones siguientes:
- Fallecimiento de los maestros expertos de la plumaria.
- Desaparición de aves de plumaje delgado, ideales para perfeccionar nuevas obras.
- Pérdidas repentinas de artesanías indígenas.

Las obras hechas con plumas, especialmente la creación de mosaicos o pinturas, se enfocaban en plasmar en ellas imágenes religiosas. Durante el siglo XX se pudieron recopilar algunas de estas obras. Sin embargo, es muy raro hallar hoy personas que sigan practicando este tipo de técnica. Debido a que la práctica de la plumaria ha perdido fervor, las plumas ahora toman parte de los atuendos tradicionales de varios estados de México.

## Plumaria mesoamericana
La utilización de plumas decorar obras de arte ha sido registrada en diferentes partes del mundo. En el «Nuevo mundo», la finalidad de estas obras de arte era utilizarlas en eventos ceremoniales y establecer la jerarquización de cada grupo social, ya que las vestimentas de personas que tenían poder y prestigio se adornaban con plumas. En Mesoamérica se crearon obras espectaculares, algunas de las cuales se pueden encontrar en el centro de México.
Los toltecas crearon símbolos compuestos con plumas, influenciados por el dios Quetzalcóatl. A esta deidad se le representaba como serpiente cubierta de plumas (Quetzalcóatl significa «serpiente emplumada»). Se decía que fue quien descubrió el oro, la plata y las piedras preciosas. Mientras Quetzalcóatl volaba con destino a Tula, liberó diferentes tipos de aves que se estaban criando.
Al dios azteca Huitzilopochtli se le relaciona con los colibríes, ya que, según la leyenda, una bola de plumas finas le cayeron a su madre, Coatlicue, la cual causó que ella concibiera a Huitzilopochtli. Cuando nació tenía una armadura hecha con plumas de águila y plumas finas que cubrían su cabeza y su pie izquierdo (Huitzilopochtli significa «colibrí zurdo»).
En Mesoamérica las plumas tenían un valor similar al de los jades y turquesas, ya que se consideraba que las plumas tenían propiedades mágicas tales como fertilidad, abundancia, riqueza y poder. A quienes usaban plumas en sus atuendos se les consideraba que poseían poderes divinos. La evidencia que existe de la utilización de las plumas va desde los tiempos de los mayas, quienes criaban aves para obtener las plumas necesarias para realizar sus obras artesanales.
Los toltecas utilizaban en sus obras plumas blancas y negras. Los aztecas, los tlaxcaltecas y los purépechas utilizaron más la idea de usar plumas como adornos en sus obras de arte.
De igual modo las plumas fueron utilizadas para hacer objetos como flechas, abanicos, cascos y ropa muy fina. Durante el reinado del emperador azteca Ahuízotl, las plumas más bellas, de quetzal, llegaron de las zonas tropicales al imperio azteca. Así mismo, durante el reinado de Moctezuma se usaron plumas para decorar los escudos ceremoniales y las vestiduras de los guerreros aztecas. La técnica de utilizar plumas como decoración se implementó para vestir ídolos y sacerdotes.
Durante la conquista, Moctezuma pidió a los purépechas que le ayudaran a combatir contra los españoles. Dicho comunicado también incluía plumas de quetzal, las cuales eran muy valiosas y consecución difícil. Los purépechas utilizaban las plumas para decorar escudos ceremoniales, dobletes para el gobernante y las prendas de los sacerdotes, los guerreros y los generales. Para declararles la guerra, los purépechas mostraron a sus enemigos una madera cubierta de plumas, lo cual representaba grandeza y poder. Los soldados que murieron en la guerra fueron enterrados con plumas, para demostrar respeto y honor a los caídos.

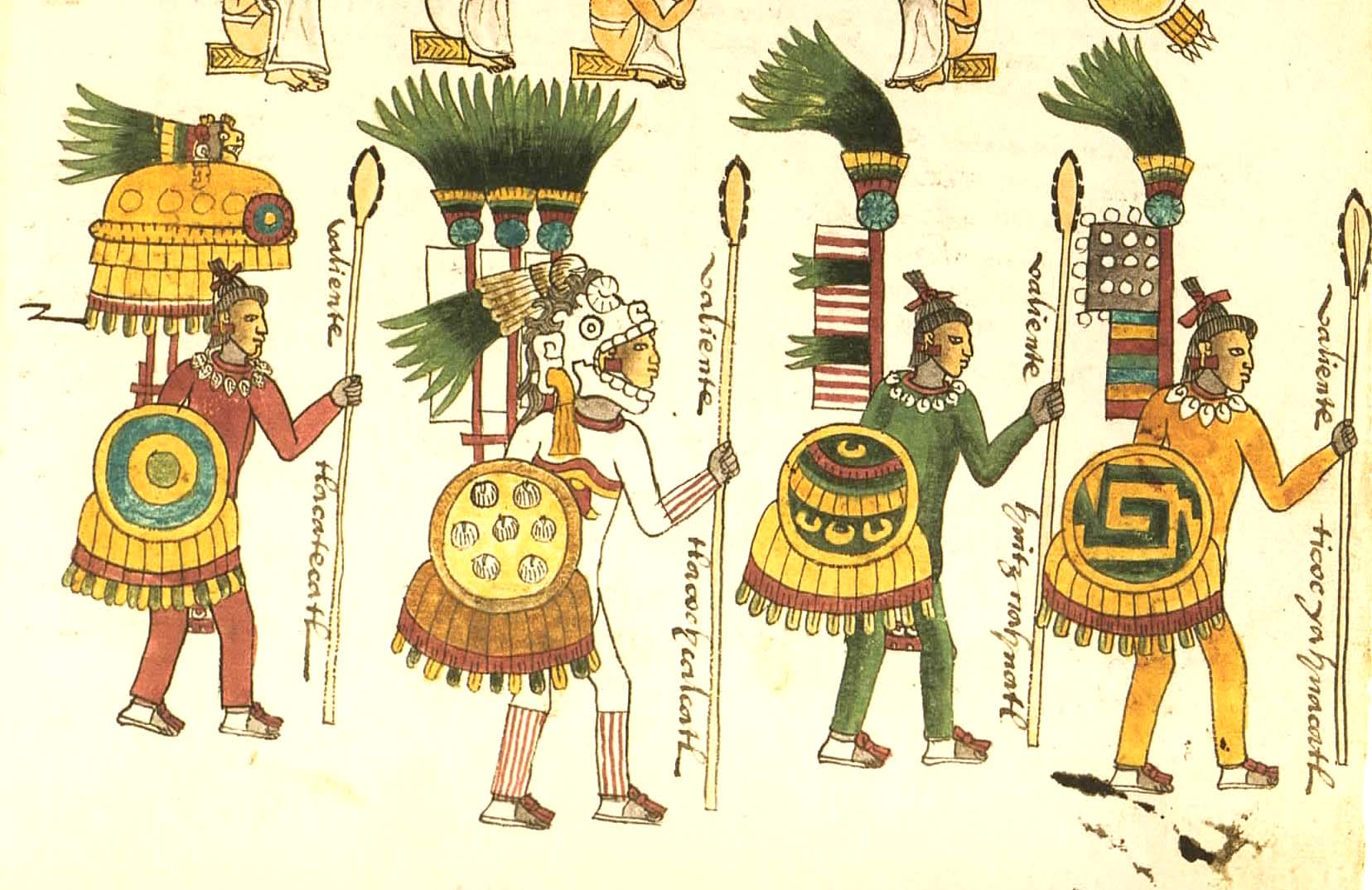
Guerreros aztecas con escudos de plumas y otros equipos. Códice Mendoza.

Se utilizaban plumas de lugares cercanos y lejanos, especialmente durante el imperio azteca. Las plumas se obtenían de aves silvestres, pavos y patos domesticados. Las plumas más finas provenían de Chiapas, Guatemala y Honduras. Estas plumas se obtenían gracias al comercio.
También las plumas tenían una finalidad particular, ya que, como los granos de cacao, funcionaban como una especie de moneda. Las plumas eran un artículo comercial popular debido a su valor y facilidad de transporte a largas distancias. Cuetzalan rindió tributo a Moctezuma trayéndole plumas de quetzal. La demanda de este tipo de plumas era tan grande que llevó a la extinción de los quetzales en esa región.
Las plumas más preciosas se encontraban en el centro de México, puesto que eran de quetzal, largas y verdes, las cuales se enviaban a los semidioses y al emperador. Los quetzales no podían ser domesticados, ya que eran aves silvestres. Cuando se les capturaba, se les arrancaba las plumas y se les liberaba.

## Especies utilizadas
Bernardino de Sahagún hizo una lista de las especies utilizadas para obtener estas plumas tan finas. La diversidad de aves comprendía (entre paréntesis, el nombre en inglés; se agregan nombres regionales en español):
- Trogon mexicanus (mountain trogon): trogón mexicano, pájaro bandera, tres garantías, quetzal michoacano
- Cotinga amabilis (lovely cotinga): cotinga azulejo
- Platalea ajaja (roseate spoonbill): espátula rosada
- Piaya cayana (squirrel cuckoo): pájaro ardilla, cuco ardilla, cuclillo canela
- Cyanerpes cyaneus (red-legged honeycreeper): mielero dorsioscuro, mielero pata roja
- Aulacorhynchus prasinus (emerald toucanet): tucán esmeralda, tucaneta verde
- Agamia agami (agami heron): garza agamí
- Momotus mexicanus (russet-crowned motmot): momoto mexicano, momoto corona café
- Eumomota superciliosa (turquoise-browed motmot): momoto cejiazul, momoto ceja turquesa, guardabarranco común, pájaro reloj
- Passerina caerulea (blue grosbeak): picogordo azul, picogrueso azul
- Aquila chrysaetos (golden eagle): águila real, águila caudal
- Ardea alba (great egret): garza blanca, garceta grande
- Ara militaris (military macaw): guacamayo militar, guacamayo verde, papagayo verde
- Ara macao (scarlet macaw): guacamayo macao, arará, bandera, lapa, paraba
- Amazona oratrix (yellow-headed amazon): loro de cabeza amarilla, loro rey
- Psarocolius montezuma (Montezuma oropendola): zacua mayor, conoto de Moctezuma, papan, oropéndola mayor, urupa
- Más de 53 especies de colibríes de México

## Artesanos privilegiados
Dentro de la sociedad azteca, al grupo de personas que se dedicaban a crear objetos con plumas se les conocía como amantecas, cuyo nombre se tomó del barrio Amantla, de Tenochtitlán, donde estos artesanos vivían y trabajaban. Los amantecas tenían dios propio: Coyotlináhual, el cual fue acompañado por los dioses Tizaua, Mamiocélotl y Mamiltochtli. Las hijas de amantecas, por lo general se dedicaban a bordadoras, junto con los jóvenes, que a su vez se eleboraban objetos de plumas. Las hijas de los amantecas realizaban creaciones «divinas».
Los amantecas eran una clase privilegiada de artesanos. No pagaban impuestos, ni se les obligaba a prestar servicio público. Disfrutaban de autonomía para estructurar su negocio. El oficio plumario fue tan apreciado que incluso los hijos de la nobleza lo aprendían durante su educación. La sofisticación de este tipo de arte se manifiesta parcialmente en piezas creadas antes de la conquista española al imperio azteca, algunas de las cuales forman parte de la colección del Museo de Etnología de Viena. En este museo se pueden encontrar obras como el penacho de Moctezuma y capas ceremoniales. Los escudos de guerreros están en la colección del Museo de la Ciudad de México.

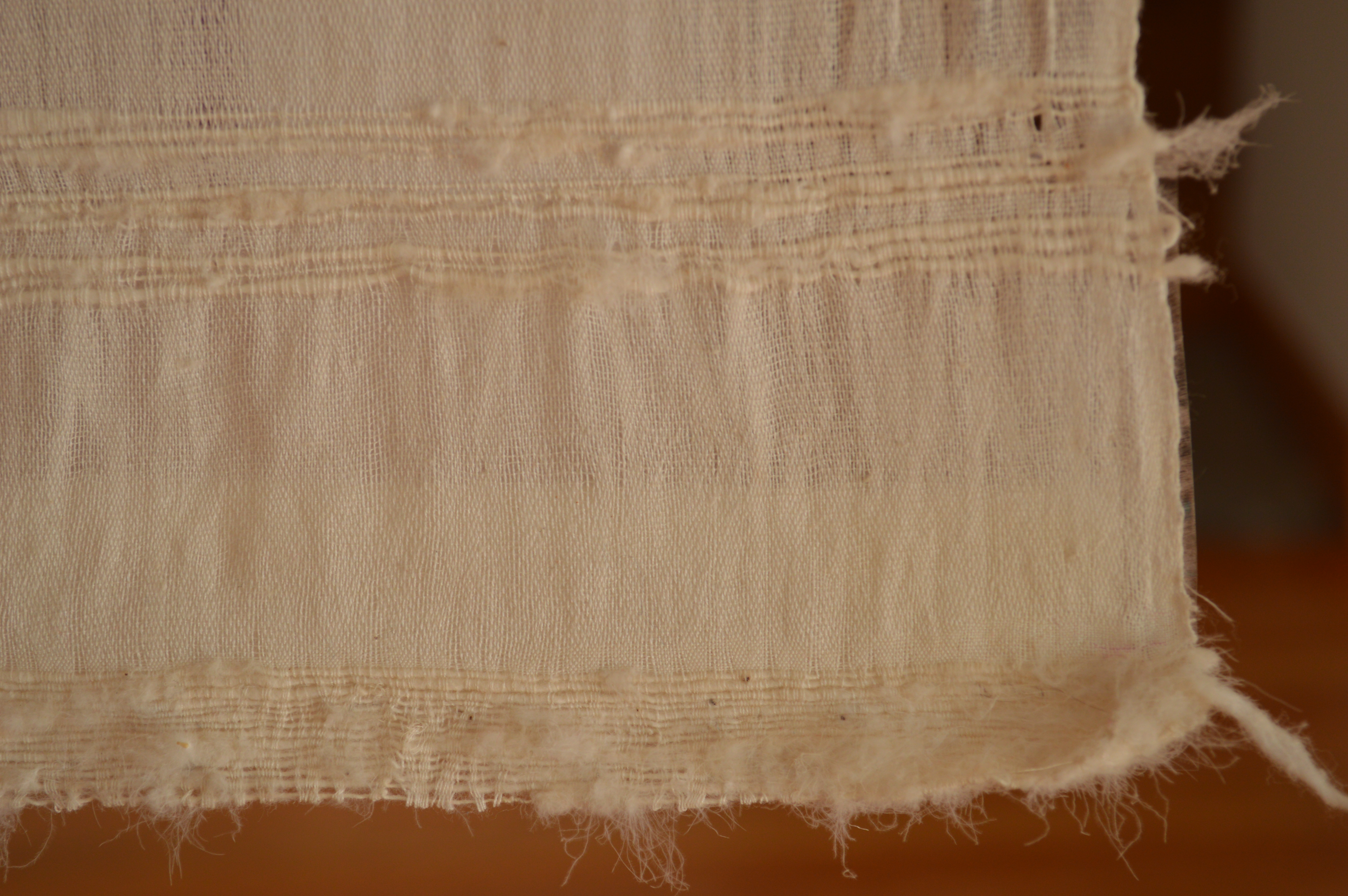
Detalle de una tela de algodón y plumas en el Centro Cultural de España en México, en la Ciudad de México.

## Procedimiento
El códice florentino aporta información acerca de cómo se crearon estas obras hechas de plumas. Para realizarlas, los amantecas tenían dos maneras:
- Aseguramiento de las plumas mediante cables, para poder crear objetos tridimensionales tales como ventiladores, pulseras, sombreros y otros objetos.
- Técnica de tipo mosaico (más complicada), que los españoles denominaron "pintura con plumas". Los mosaicos se realizaban principalmente en escudos y capas para los ídolos.[23][24] Para crear los mosaicos, el rango para elegir los tipos de plumas que se iban a utilizar era muy reducido.

Para iniciar la obra se necesitaba una capa de papel y luego se empezaban a colocar las plumas deseadas. Las primeras capas de la obra se realizaban con plumas "comunes". Para finalizar la obra se posicionaban las plumas preciosas para darle elegancia y una mejor vista a la pieza de arte. El adhesivo de las plumas en el periodo mesoamericano se elaboraba con bulbos de orquídeas.

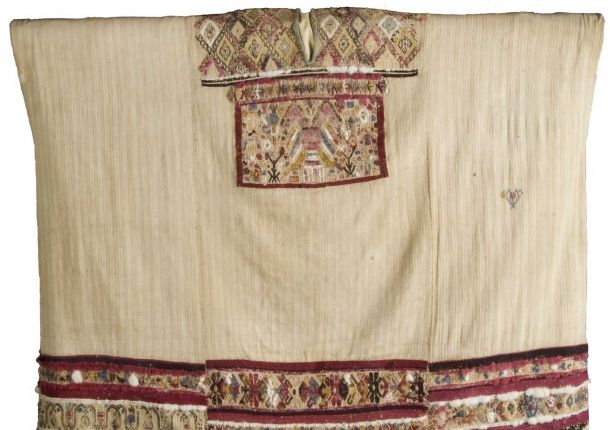
El huipil de La Malinche, con bordes de hilo de plumas.

A veces, las plumas se teñían con líneas finas o puntos. En algunas de las obras más bellas del arte azteca consistían en plumas, oro y piedras preciosas. Debido a los materiales tan delicados que se utilizaban, a las piezas de arte se les ha de proteger de la luz, ya que si por largos periodos de tiempo se les expone a las ondas luminosas, el color comenzaría a desvanecerse.
Otra modalidad del uso de plumas se manifestó en la confección de prendas de vestir. Las vestiduras de los guerreros águila estaban completamente cubiertas de plumas. Las telas utilizadas para la confección del las prendas eran diferentes, lo cual facilitaba diferenciar la nobleza y los plebeyos. Existe poca información acerca de cómo se incorporaban las plumas en el tejido durante el periodo mesoamericano. El único dato que se sabe es que para la confección de huipiles de boda en la ciudad de Zinacantán, Chiapas, se utilizaban plumas. Aunque la investigación ha demostrado que esta práctica es descendiente de la época mesoamericana, sigue siendo inconsistente.
Las telas confeccionadas con plumas del área mesoamericana se hacían con hilo de fibra de algodón y plumas, ya que los huipiles nupciales actuales contienen plumas en hilado con hilo de algodón.

## Descubrimiento europeo de la plumaria
Cuando los españoles llegaron a México les impresionaron las especies de aves y el uso que las personas daban a las plumas. Entre otros regalos que Hernán Cortés recibió de Moctezuma destacaban unas plumas. Ya en 1519, Cortés envió a España escudos, cascos emplumados y abanicos.
En 1524, Diego de Soto regresó a España desde el Nuevo Mundo. Entre los regalos para Rey Carlos V había una obra de arte confeccionada con plumas. Igualmente se le regalaron escudos con ilustraciones de escenas de sacrificios, serpientes, mariposas, aves y penachos.
En 1527, Cortés envió treinta y ocho piezas de arte plumario a Asia.
Después de la conquista sobrevivió la plumaria, pero en menor escala y cambio de técnica. La evangelización cristiana en Mesoamérica generó este cambio. Sin embargo se mantuvo fuerte la creación de mosaicos, muchos de los cuales se enviaron a Europa, Guatemala y Perú. Incluso se enviaron hasta Asia, como regalos. Plumas exóticas se exportaron a Europa, donde se utilizaban para adornar sombreros, caballos y ropa.
La importancia del arte plumario y el asombro que causó en los españoles fueron documentados por los conquistadores españoles Hernán Cortés, Francisco de Aguilar, Bartolomé de las Casas, Bernal Díaz del Castillo, Gonzalo Fernández de Oviedo y Valdés, Francisco López de Gómara, Pedro Mártir de Anglería, Bernardo de Sahagún y Andrés de Tapia Motelchiuh.

## Plumaria de temas cristianos

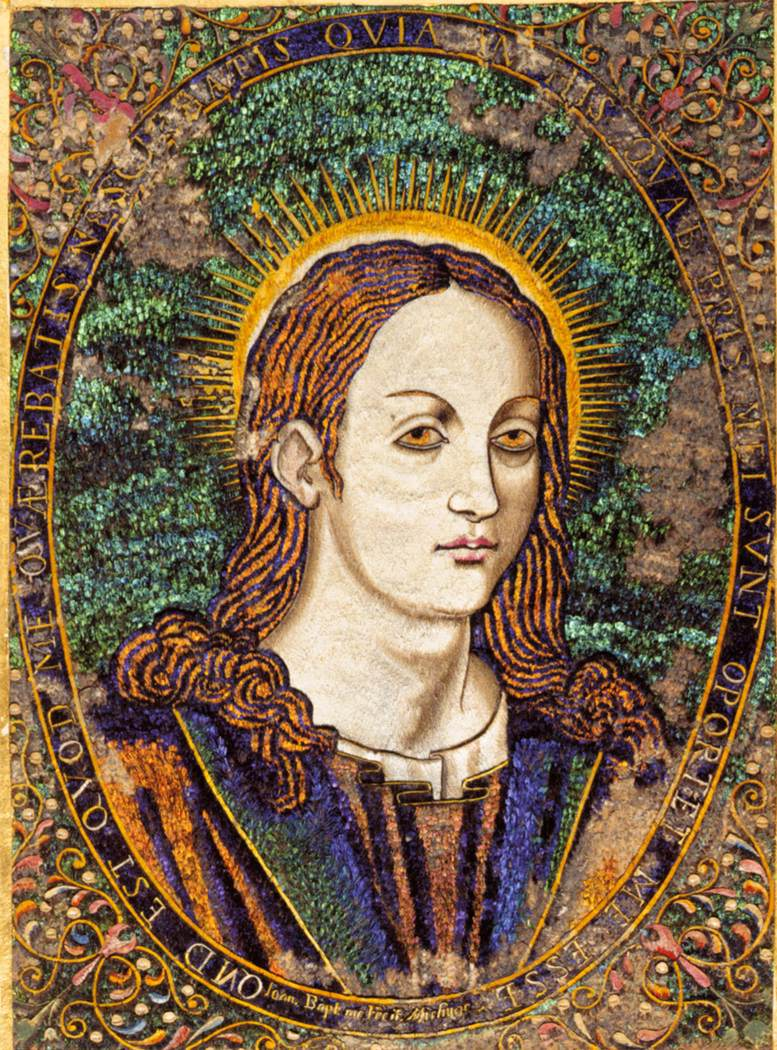
Retrato de Cristo hecho con plumas de colibríes y de loro.

La evangelización añadió temas cristianos captados utilizando esta técnica. Después de la llegada de los conquistadores, los amantecas comenzaron a crear imágenes religiosas, las cuales fueron exportadas a Europa y Asia. Las primeras imágenes de inspiración cristiana se plasmaron en pendones y en ropa de algodón.
Al principio, los españoles suprimieron las obras hechas con plumas, como parte de sus esfuerzos por erradicar la religión pagana. Sin embargo, pronto cambiaron de táctica y permitieron que los amantecas crearan imágenes cristianas. A estos nuevos trabajos se les denomina "mosaicos de pluma", debido a los pequeños trozos de plumas que se utilizaban.
Una vez consumada la conquista se usaron plumas de colibríes para adornar las imágenes de Cristo en Michoacán, así como sandalias de hilo de agave y plumas de colibrí en Tzintzuntzan Michoacán. De igual modo, artesanos hacían y ofrecían cruces y candelabros adornados con plumas verdes llamadas quetzalli. También se realizaban imágenes y pendientes que servían como amuletos protectores.
Los mosaicos del siglo XVI se hacían con plumas de diferentes tamaños,  combinadas con tiras de papel. Con el transcurso de los años, las plumas eran más pequeñas, las composiciones más armoniosas y los diseños más sutiles, con incorporación de hojas de oro. La iconografía (de imágenes) de las obras de arte hechas con plumas se enfocaban en los fundadores y santos patronos, junto con las figuras correspondientes a las distintas órdenes religiosas.
Estas obras también se enviaron a varios papas, a Roma. Algunas de estas obras, a su vez, los pontífices las regalaron a nobles. Por esta razón se les puede encontrar en diversos museos en varias partes de Europa. La plumaria se convirtió en tema popular en las colecciones artísticas de reyes, emperadores, nobles, clérigos, intelectuales y naturalistas durante los siglos XVI al XVIII, con piezas que llegaron a las cortes de Praga, Castillo de Abras, El Escorial y otras ciudades europeas. Inclusive. algunas se enviaron tan lejos como China, Japón y Mozambique.[28].
Además de crear imágenes hechas con plumas, se las utilizaba para adornar el ropaje y accesorios propios de la indumentaria de los sacerdotes. También hacían adornos de plumas para los altares de iglesias y conventos. Aunque no hay registros escritos indicativos de que la vestimenta plumaria sea de influencia mexicana, no fue sino hasta la segunda mitad del siglo XVI cuando se reconoció que en realidad la implantación de adornos de plumas sí fue iniciada por la cultura mexicana.
Grabados europeos sirvieron de modelos para las imágenes elaboradas con plumas para mitras, las cuales hoy se pueden encontrar en Milán, Florencia y Nueva York. Sin embargo, éstas y otras imágenes cristianas no eran copias exactas de las impresiones, sino que se les combinó con imágenes prehispánicas.
En conventos y otros sectores eclesiásticos de México se enseñó el arte plumario, sobre todo el de mosaicos. En un principio, las habilidades de estos artistas tuvieron importancia. Incluso eran capaces de reproducir la caligrafía latina. Un ejemplo importante de esto es "Sacras de Ambras", en el Museo de Historia del Arte de Viena (Kunsthistorisches Museum). Aquí, plumas negras se pegaron sobre una cinta de plumas blancas pequeñas.
Un lugar donde se pueden encontrar estas obras de arte es en Pátzcuaro, Michoacán. Ahí se mantuvieron muchas de las antiguas técnicas que utilizaban los antiguos artesanos plumarios.
El arte confeccionado con plumas durante los tiempos mesoamericanos inspiró obras europeas, como el Libro di piume (Libro de plumas), de Dionisio Minaggio, jardinero del gobernador de Milán, que aprendió la técnica y la creación de reproducciones de aves de sus regiones, así como retratos de los actores de la Commedia dell'arte.
Otros artistas como Tommaso Ghisi y Jacopo Ligozzi utilizaron esta técnica y crearon de obras de las colecciones de los Médicis, Aldrovandi, Settala y Rodolfo II de Praga. Ulisse Aldrovandi describe la creación de mosaicos de plumas como "umbral entre el arte y la ciencia".

## Plumaria del sigloXVII
Durante la "edad de oro" mexicana, las obras confeccionadas con plumas duró hasta el comienzo del siglo XVII, debido a desaparición de los maestros antiguos. En ese tiempo se redujo también la demanda de trabajo, dado que entre los españoles la pintura al óleo se convirtió en el procedimiento principal de producción de imágenes religiosas.
En el transcurso del siglo XVII aumentó la práctica de la técnica de utilizar plumas para crear imágenes. Dicho método se usó para crear la imagen de la Virgen de GuadalupeNuevas técnicas fueron implementadas al arte plumario, puesto que ahora se utilizaban tiras de papel y adornos de oro. Un bello ejemplo de la plumaria es la imagen de la Virgen de Guadalupe, ya que está decorada totalmente con plumas. Otra pieza importante del siglo XVII fue la imagen de la Asunción de María, la cual se encuentra en el Museo de las Américas, de Madrid.
Otras modificaciones de la técnica se dieron durante el siglo XVIII, pues no solo indígenas ejercían ya esta técnica. Las obras compuestas con plumas se complementaban ahora con pinturas de aceite. Los artistas usaban estas pinturas para crear más detalle en caras y manos de los personajes representados.
En el siglo XIX naufragó una embarcación que transportaba obras de este tipo de arte. Se recuperaron solo algunas obras, que hoy se encuentran en Michoacán. En 1803, Alexander von Humboldt visitó Pátzcuaro y adquirió una obra plumaria de Nuestra Señora de la Salud, la cual está ahora en un museo alemán. Las manos y la cara están pintadas al óleo, pero el resto de la obra está compuesta con plumas de colibríes. En 1830 el Conde Beltrani viajó a México y en sus diarios plasmó los bellos trabajos de plumaria que encontró en Michoacán. Frances Calderón de la Barca, esposa del primer embajador español en México, notó que los trazos de los mosaicos de santos y de ángeles eran burdos pero de coloración exquisita.
Las monjas del Convento de Santa Rosa, en Puebla, México, se destacaron por obras que crearon durante el siglo XIX. A mediados de ese siglo se implementó la litografía en México, y algunos grabados se utilizaron como base para la plumaria. En Puebla, esta técnica era muy popular entre las chinas poblanas. La última innovación en esta técnica fue la utilización de fotografías como base.
En el siglo XX existían pocos ejemplares hechos con plumas, debido a la extinción de diferentes aves de plumas muy delgadas y finas. Durante la primera mitad de ese siglo, las imágenes hechas con plumas eran en su mayoría tarjetas postales y otros artículos con imágenes de peleas de gallos, o pájaros. Manuel Gamio trató de revivir esta técnica del arte hecho con plumas. En 1920 se crearon dos murales donde se representaban serpientes, azteca en el primero, y maya en el segundo, copiados ambos de piezas arqueológicas.
Es importante mencionar que, durante este siglo, casi todas las prendas confeccionadas con plumas pasaron de moda. Sin embargo, la única prenda que aún se elabora con plumas es el vestido de novia llamado huipil, adornado con diversas decoraciones, hecho por tzotziles de Zinacatlán, Chiapas.
Durante la última parte del siglo XX, una serie de artistas trataron de regresar a la técnica de hacer obras con plumas. Pintores y personas dedicadas a la tapicería, por ejemplo Carmen Padín, comenzaron a investigar dicha técnica de arte después de haberse enterado de lamentos de Fernando Gamboa acerca de aquella pérdida.
Carmen Padín, desde 1979 hasta 1981, expuso varias obras en diferente ciudades de México. La exhibición incluía túnicas, capas y escudos. Estas obras fueron muy laboriosas, debido a que las plumas que iba a utilizar no eran fáciles de conseguir. Otra artista, Josefina Ortega Salcedo, se sintió atraída por la técnica después de haber leído acerca de ella en la revista Artes de México. Ella estudió dibujo y pintura en la Academia de San Carlos, con el fin de poder utilizar la técnica aprendida durante sus años de estudio, más la técnica de utilizar plumas para decorar. Sus obras más reconocidas fueron varios retratos, los cuales fueron copias precisas de fotografías.
Sus imágenes están compuestas por tres capas. En la primera, la artista colocaba una cama de plumas claras, después una cama de papel crepé y, para finalizar, ponía una capa de plumas coloridas y delicadas. De igual modo, Elena Sánchez Garrido sigue practicando esta técnica de utilizar plumas en obras de arte. Sin embargo, ella la combina con acuarelas. También, Tita Bilbaro se dedica a hacer imágenes de estilo azteca y modernas, utilizando plumas, arena, tela, cuero, espejos y conchas marinas. A finales de los 80s, sus obras fueron presentadas en la Ciudad de México y en varios lugares del norte de este país.

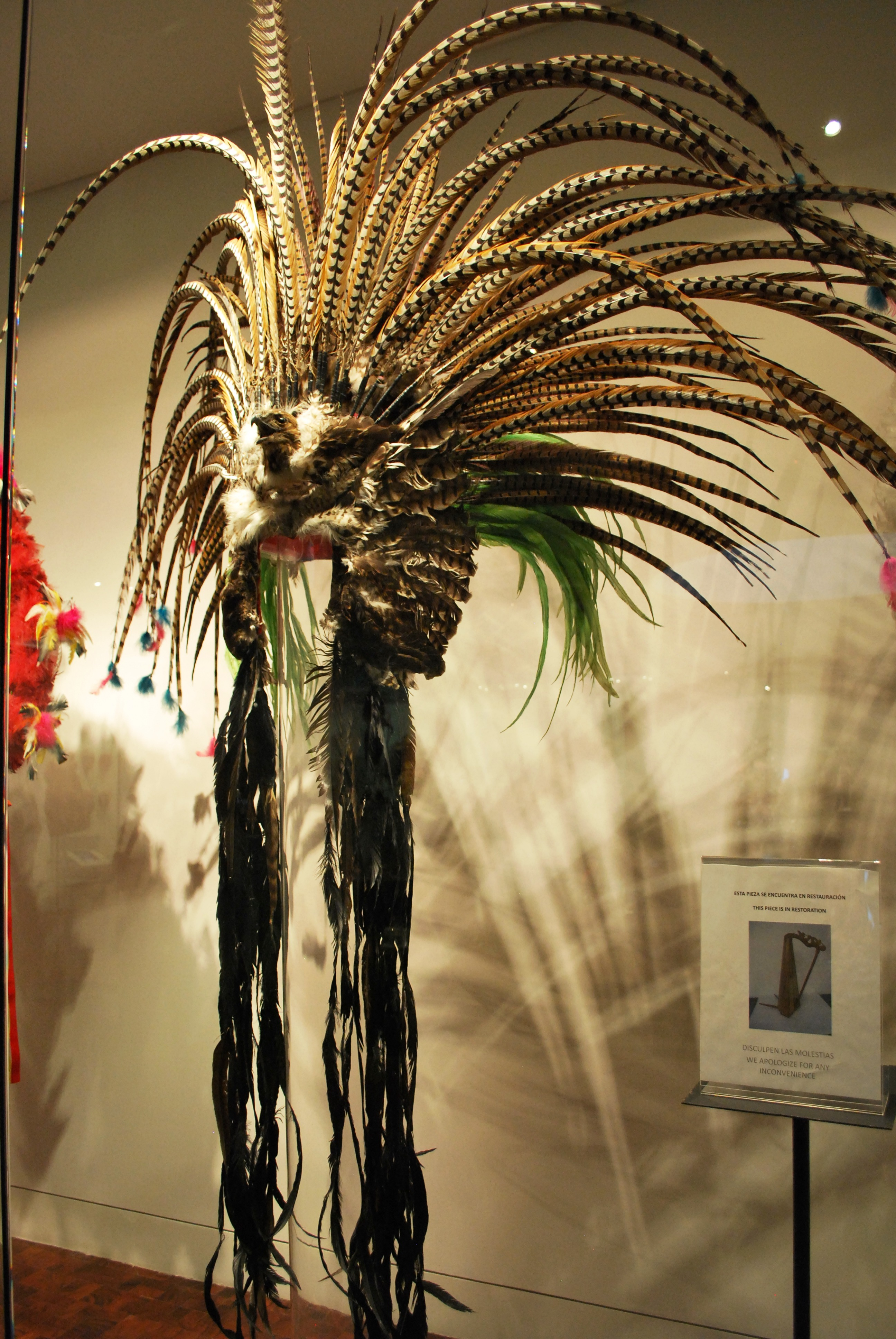
Tocado para la danza de concheros. Museo de Arte Popular en la Ciudad de México.

Una estirpe reconocida debido a que sigue la técnica de la plumaria es la familia Olay. Esta tradición comenzó mientras Gabriel Olay viajaba y cazaba aves durante su recorrido. Luego un indígena le enseñó a crear cosas hermosas utilizando plumas de las aves. Después de haber aprendido esta técnica la convirtió en oficio familiar, que se heredaría de generación en generación. La mayor parte de la familia trabaja en reproducciones de imágenes prehispánicas.
Gabriel Olay ha creado gran cantidad de trabajos hechos de plumas. Reside en Tlalpujahua, Michoacán. Cuatro de sus piezas forman parte de la colección del Centro Cultural de Morelia. Otras más están en varios museos del estado de Michoacán. Una imagen que creó de la Virgen de Guadalupe la regaló al presidente mexicano Luis Echeverría y una copia de la misma imagen la obsequió al Papa Juan XXIII. Hoy dicha obra es parte de la colección del Vaticano.
Hans Matías Olay, nieto de Gabriel Olay, se especializa en reproducción de aves y flores que existían en los pueblos nahuas de Guerrero. En 1990, en el Museo Nacional de Antropología (México) se realizó una exposición con las obras de Gabriel Olay Ramos y sus hermanas Gloria y Esperanza. Gabriel Olay Ramos vive en la Ciudad de México. En sus obras utiliza plumas de gallos y gallinas de pigmentación variopinta.
Otros exponentes de la técnica de la plumaria son Juan Carlos Ortiz, de Puebla, y Jorge Castillo, de Taxco. Juan Carlos se dedica a creación de mosaicos decorados con plumas. Jorge Castillo decora sus obras con plata y plumas.
El uso más común de plumas en el México actual se encuentra en atuendos de danza tradicionales. Las plumas se utilizan para decorar los accesorios de los danzantes. En Oaxaca, una pieza coreográfica ritual es la danza de la pluma. Durante las presentaciones del baile se utilizan plumas de avestruz, para aportar un toque especial al espectáculo. En la danza de Calalá, en Suchiapa, Chiapas, el bailarín principal utiliza un abanico hecho de plumas de pavo y de gallo. En los trajes de danzas tradicionales son más comunes las plumas de avestruz, seguidas por las de gallo, de pavo y de gallina. A pesar de su color brillante, no es muy común que estos atuendos estén hechos con plumas de pavorreal.

## Piezas plumarias importantes
Pese a su gran auge durante el periodo mesoamericano, pocas obras de esta técnica siguen intactas. Debido a que el cuidado de las obras es muy laboriosa, ya que para mantenerlas limpias y en buen estado se necesita una serie de pasos y cuidados especiales. Para que las obras decoradas con plumas puedan mantenerse en buen estado es necesario que se conserven en una caja sellada pero con pequeños orificios para que se pueda controlar la temperatura deseada. Esto limita la apreciación frecuente de la obra. Algunas obras se exhiben en galerías, museos y colecciones privadas, tomando en consideración el arduo cuidado necesario para mantenerlas en buen estado.
Quizás la pieza más conocida sea el penacho de Moctezuma. A pesar de su nombre, la investigación ha demostrado que no lo usó el emperador azteca. La pieza original se encuentra en el Museo de Etnología de Viena. Una réplica hecha con técnicas auténticas se encuentra en el Museo de Antropología de la Ciudad de México.
Debido a la exportación de numerosos mosaicos a Europa, una serie de importantes piezas hoy en día se encuentra en museos y en otras colecciones de ese continente. La pieza más antigua de plumas creada por trabajadores indígenas cristianos es la Misa de San Gregorio, la cual se encuentra en el Museo de los Jacobinos en Auch, Francia. Fue hecha por artesanos de San José de Belén de los Naturales.
En 1539, el virrey Antonio de Mendoza donó esta obra al papa Paulo III. La pieza nunca llegó a manos del Papa. Hasta el año 1987 se desconocía su ubicación, cuando un comerciante de ropa de segunda mano la halló y la llevó a subasta a París. Otra obra importante, creada por Juan Correa en el siglo XIX, denominada San Lucas pintando a la Virgen, se encuentra en el Museo del Hombre, de París. La ropa en esta obra está detallada con plumas, pero las manos y el rostro fueron representados con pinturas de aceite.
Sin embargo, una cantidad importante de piezas de mosaico de plumas permanecen en México. San Pedro es una obra del siglo XVI, que  muestra influencia romana. Se encuentra en el arzobispado de Puebla. Otra pieza ubicada en Puebla es un retrato de Juan de Palafox y Mendoza, obispo que protegió a los indígenas en Puebla. La obra La Piedad, hecha en el siglo XVII, muestra a María con Jesús muerto, en su regazo. Esta pieza y la denominada Virgen del Rosario se encuentran en el Museo Franz Mayer.
Una imagen importante del siglo XVI, cuyo nombre es Salvator Mundi, se encuentra en el Museo de Tepotzotlán. Esto demuestra la influencia de la iconografía bizantina, que incluye rasgos asiáticos. En las cuatro esquinas hay caracteres cirílicos aún no descifrados.
Desgraciaadamente hoy en día no existen obras de arte hechas con plumas elaboradas antes de la conquista. Solo existen unas pocas obras a partir del periodo colonial. En el Museo de Antropología hay dos obras muy importantes. La primera incluye dos mantos de San Miguel Zinacantepec. La segunda es el huipil de la Malinche.
Los ornamentos utilizados por aquel entonces en iglesias se encuentran en diversas colecciones de Europa, incluido el Vaticano. En la iglesia de Santa María en Vallicella, en Roma, se conservan dos conjuntos de vestimentas que eran regalos de México del siglo XVIII. Estos obsequios incluían dos ornamentos con una base de papel de lino y seda, decorados con plumas blancas. También se utilizaron plumas de diferentes colores para crear un dibujo de una corona de flores sobre el ornamento.